# Cornelis Jacobus van Assen
Cornelis Jacobus van Assen (Harlingen, 25 augustus 1788 - Velp, 13 september 1859) was een Nederlands jurist en hoogleraar. Hij was als hoogleraar verbonden aan de Universiteit Leiden.

## Biografie

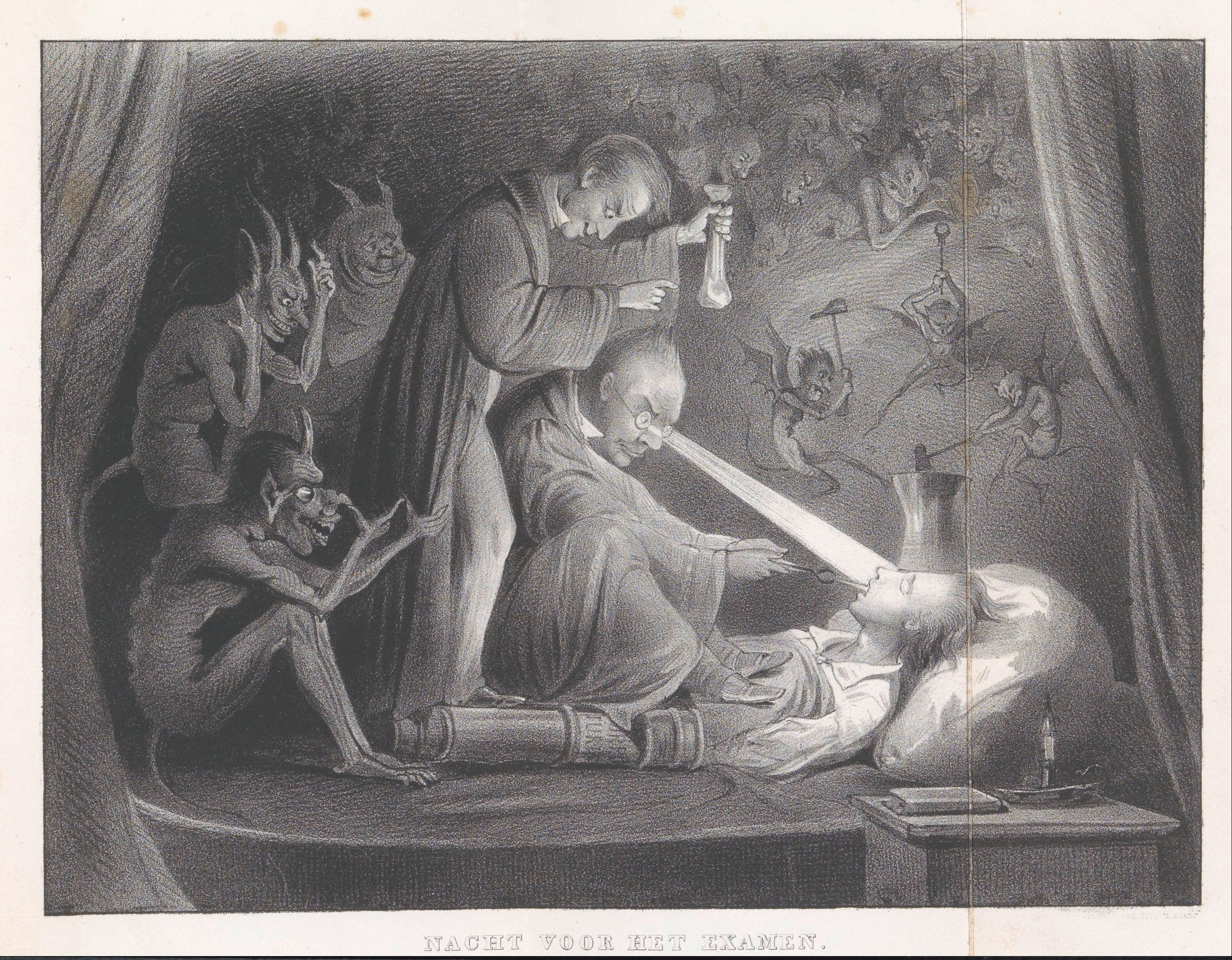
Spotprent op Van Assen (Leidse Studentenalmanak 1844)

Cornelis Jacobus van Assen werd geboren op 25 augustus 1788 te Harlingen als zoon van Johannes van Assen en Anna Klasina Jongsma. Hij groeide op in een hervormd gezin. Hij volgde van 1805 tot en met 1809 een opleiding aan de Universiteit van Franeker. Aan het eind van zijn opleiding schreef en verdedigde hij het schrift Disputatio juridico-literaria de M. Tullii Ciceronis oratione pro Aulo Cluentio Avito. Dit deed hij tegenover zijn vriend en leermeester Hendrik Willem Tydeman. Daarna studeerde hij een jaar aan de Universiteit Leiden. In 1810 promoveerde hij op het proefschrift Quaestiones Juridicae lnaugurales waarna hij zich als advocaat in Den Haag vestigde.
In de periode na 1813 hielp hij mee met acties tegen de Franse overheersers. Hij reisde voor het algemeen bestuur af naar de noordelijke provincies om deze over te halen om zich aan te sluiten bij de revolutie tegen de Fransen. Voor zijn verdienste werd hij in 1814 benoemd tot Ridder in de Orde van de Nederlandse Leeuw en werd hij aangesteld als secretaris van Frederik van Oranje-Nassau. Hij was geen secretaris in de letterlijke zin van het woord maar meer een adviseur en leermeester. Zo hielp hij Frederik Nederlands te leren. De twee raakte ook goed bevriend en Van Assen vergezelde Frederik onder andere op een reis naar Italië en Zwitserland. Hij bleef diens secretaris voor een periode van zes jaar die ten einde kwam omdat hij in 1820 referendaris van de Raad van State werd.
In 1821 werd hij benoemd tot hoogleraar Romeins- en hedendaags recht aan de Universiteit Leiden. Hij aanvaardde dit ambt met een rede over de noodzakelijkheid van het beoefenen in het Romeins recht in die tijd. Gedurende het collegejaar 1830-1831 vervulde hij de functie van rector magnificus. In 1831 werd hij benoemd tot staatsraad in buitengewone dienst en was hij secretaris bij Prins Frederik. Daarnaast was hij adviseur en secretaris van Willem II der Nederlanden. In 1833 hervatte hij zijn colleges weer en het jaar erop werd hij lid van de Koninklijke Nederlandse Akademie van Wetenschappen.
In 1858 ging hij met emeritaat. Ter ere daarvan werd in opdracht van de universiteit door Louis Royer een kunstwerk gemaakt. Dit kunstwerk bestond uit twee beelden van vrouwen. Niet veel later overleed hij te Velp.

## Publicaties (selectie)
- Dissertatio Juridico-literaria de M. Tullii Ciceronis oratione pro Aulo Cluentio Avito. Franeker 1809
- Quaestiones juridicae inaug. Franeker 1810
- Hulde aan Christian Gottlieb Heyne. Den Haag 1816
- J.M. Kemper, redevoering over de lotgevallen van onzen leeftijd. Uit het Latijn. Den Haag 1816
- Verhandeling over de beste leerwijze op de Latijnsche scholen. Haarlem 1818, 1828
- Perikles van Athene. Den Haag 1819
- Over het staatsbestuur volgens Cicero. 1823
- Annatatio ad Institutionum Gaji commentarios. Lib. I. Leiden 1826
- Over de begrippen van kieschheid bij de Ouden. 1827
- Over de Vrijheid van Spreken en Schrijven, te Athene en te Rome; in twee Brieven. 1829 (
- Wenken, herinneringen en aanteekeningen uit de dagen van Nederlands herstelling. Leiden 1830
- Adnotatio ad Gaji Instit. Commentarios. Editio altera. Leiden 1838
- De Taal der Grondwet. Leiden 1844
- Leiddraad voor het collegie over het Burgerlijk Wetboek. Leiden 1846
- De taal en stijl der Grondwet. Leiden 1848
- Annotatio ad Gaji Instit. Comm. libr. primum. Editio tertia emendatior. Leiden 1849
- Over Leven, Geluk en Dood, naar de begrippen der Ouden. 1850 )
- Leiddraad voor het collegie over het Burg. Wetboek. Verkorte en herziene uitgaaf. Leiden 1854
- Adnotatio ad Gaji institutionum Comm. librum secundum usque ad locum. de legatis. Leiden 1855
- Lineamenta extrema Juris privati Justianei secundum textum Institutionum (Personal.) Leiden 1855
- Leveamenta extrema juris privati Justianei secundum textum Institutionum (Res et Jura in re.). Leiden 1856
- Lineamenta extrema juris privati Justineanei (Obligatio). Leiden 1858